# Dana Reeve
Dana Reeve, geboren als Dana Charles Morosini (Teaneck, 17 maart 1961 – New York, 6 maart 2006) was een Amerikaanse actrice, zangeres en politiek activiste. Ze was de vrouw van acteur Christopher Reeve, bekend van zijn vertolking van Superman.

## Levensloop
Reeve werd geboren als dochter van Charles Morosini, een cardioloog en Helen Simpson Morosini (1933-2005).
Ze groeide op in de staat New York, waar ze ook naar school ging. Ze studeerde cum laude af in Engelse literatuur op een school in Vermont in 1984. Ze studeerde af in het vak drama in Londen. Later ging ze kunst studeren in Californië.
Ze trouwde met Christopher Reeve in Massachusetts op 1 april 1992. Ze kregen één kind. 
Dana Reeve overleed begin maart 2006 op 44-jarige leeftijd aan longkanker.

## Filmografie
- Above Suspicion (1995)
- The Brooke Ellison Story (2004)